# Савицкий, Павел Олегович
Па́вел Оле́гович Сави́цкий (бел. Павел Алегавіч Савіцкі; род. 12 июля 1994, Гродно) — белорусский футболист, полузащитник клуба «Неман» (Гродно) и сборной Беларуси. Чемпион Беларуси и трижды обладатель кубка Беларуси

## Карьера

### Клубная
Сын бывшего игрока «Немана» Олега Савицкого. Воспитанник ДЮСШ «Белкард» (Гродно). Первый тренер — Александр Ярошевич.
Профессиональную карьеру начал в родном клубе «Неман», выступая за дубль с 2010 года (чемпионат-2010 — 20 игр, 5 голов; чемпионат-2011 — 5 игр). В 15-летнем возрасте ездил на просмотр в петербургский «Зенит», однако контракт не был подписан.
Дебютировал в сезоне-2011 чемпионата Беларуси в 16-летнем возрасте и сходу закрепился в основном составе клуба, проведя 28 матчей, забив 5 голов и отдав 6 результативных передач. В матче против «Витебска» оформил очковый хет-трик (2+1), став самым молодым игроком, оформившим хет-трик по системе «гол+пас» в чемпионатах Беларуси. По итогам сезона Белорусская федерация футбола наградила Савицкого премией в номинации «Футбольная надежда Беларуси».
В сезоне-2012 отыграл в 30 матчах команды, забив 6 мячей и отдав 4 результативных паса. Несмотря на заинтересованность по окончании сезона клубами БАТЭ, «Динамо» (Минск) и «Зенит», 24 января 2012 года продлил контракт с клубом ещё на 3 года.
В сезоне-2012 отыграл в 30 матчах, забив 6 мячей и отдав 4 результативных паса. По окончании сезона появилась информация о заинтересованности в полузащитнике немецким «Майнцом 05». Представители клуба выходили на отца и агента игрока. После Савицкий заявил, что ему хотелось переехать в Германию. Также предметный интерес вновь имело минское «Динамо», однако Савицкий остался в родном клубе.
В сезоне постоянно выходил в стартовом составе и помог клубу занять 5-е место на первом этапе чемпионата, а на втором этапе — 4-е. По системе «гол+пас» в сезоне заработал «5+4» балла. По итогам сезона АБФФ включила Савицкого в список 22 лучших футболистов чемпионата Беларуси (сборная «Б»). В том сезоне Савицким вновь интересовались многие клубы российской премьер-лиги, однако как и в предыдущие сезоны, игрок остался в родном клубе.
В 2014 году Савицкий стал одним из лидеров атак «Немана», регулярно забивая и отдавая голевые передачи. Дебютировал и на клубном международном уровне, проведя две встречи второго квалификационного раунда Лиги Европы 2014/15 и отметившись одним голом в ворота исландского «Хабнарфьордюра». В октябре появилась информация о интересе со стороны английского «Саутгемптона». Скаут английского клуба наблюдал за Савицким на матче отборочного матча к чемпионат Европы 2016 Беларусь — Украина. Позже услугами полузащитника заинтересовалась пражская «Спарта», представители которой также присутствовали на матче Беларусь — Украина. По итогам сезона «Неман» занял восьмое место, а Савицкий вновь стал лучшим бомбардиром команды. Отыграв в 30 играх по системе «гол+пас» набрал 15 очков (11 голов и 4 голевые передачи). Эти индивидуальные показатели стали лучшими в его карьере за гродненскую команду. В конце чемпионата Савицкий уже согласовал условия для перехода в «Динамо» (Минск), однако в последний момент минчане отказались от приобретения.
10 декабря 2014 года продлил контракт с «Неманом» и был отдан в аренду польской «Ягеллонии», но вскоре вернулся в «Неман», сыграв за польский клуб в 5 матчах и заработав один голевой пас. Из-за того, что трансферное окно в Беларуси ещё не было открыто, на протяжении месяца только тренировался с командой, дебютировал в чемпионате 12 июля в матче против минского «Динамо» (0:2). Смог вновь закрепиться в основе «Немана», до конца сезона забил 5 голов в чемпионате. По окончании сезона интерес к Савицкому проявлял ряд клубов. На подписание полузащитника рассчитывал солигорский «Шахтёр», но не смог договориться с «Неманом» об условиях перехода. В феврале 2016 года Савицкий ещё на год продлил соглашение с гродненцами. Начало сезона 2016 пропустил из-за травмы, позднее вернулся в состав, в конце сезона стал капитаном команды. В межсезонье Савицким вновь интересовался ряд клубов, однако в феврале 2017 полузащитник подписал новый годовой контракт. В сезоне 2017 оставался капитаном и лидером гродненской команды, с 15 голами стал вторым бомбардиром чемпионата Беларуси, пропустив вперёд только Михаила Гордейчука с 18 голами.
28 декабря 2017 года перешёл в брестское «Динамо». Позднее «Неман» выставил претензии по компенсации подготовки игрока, который в возрасте 23 лет по окончании контракта перешёл в другой клуб, в размере 600 тысяч долларов. В сентябре 2018 года Дисциплинарный комитет АБФФ постановил «Динамо» компенсировать почти 400 тысяч долларов за подготовку футболиста в пользу «Немана», в октябре Арбитражный комитет сократил сумму до 265 тысяч.
В составе брестской команды Савицкий стал игроком основы. В июле 2018 года произошёл конфликт с тренером Алексеем Шпилевским, из-за которого команду покинули лидеры Артём Милевский и Алексей Гаврилович. Савицкий по первоначальной информации также был выставлен на трансфер, однако неделю тренировался индивидуально и после вернулся в состав. В первом же матче после возвращения 26 июля 2018 года оформил хет-трик в ворота греческого «Атромитоса» (4:3) в Лиге Европы. По результатам сезона 2018 с 15 голами стал лучшим бомбардиром чемпионата, был признал лучшим нападающим чемпионата. В сезоне 2019 чередовал выходы в стартовом составе и на замену. Забив 8 голов в Высшей лиге, помог брестскому клубу стать чемпионом Беларуси. Сезон 2020 начинал в стартовом составе, позднее стал чаще выходить на замену.
В 2021 году перешёл в брестский «Рух». В сезоне 2021 был игроком основы, чередовал выходы в стартовом составе и на замену, всего провёл за «Рух» 28 матчей (26 в чемпионате и 2 в Кубке Беларуси), отметился 5 голами и 5 голевыми передачами. В январе по соглашению сторон расторг контракт с брестским клубом.
В январе 2022 года вновь стал игроком «Немана», подписав контракт до конца сезона. Первый матч сыграл 7 марта 2022 года в Кубке Беларуси против могилёвского «Днепра». В своём первом матче Высшей Лиги 19 марта 2022 года против «Торпедо-БелАЗ» отличился забитым голом. Вышел в полуфинал Кубка Беларуси, где также в первом матче против борисовского «БАТЭ» отличился забитым голом, однако по сумме 2 матчей вылетели с турнира.
31 августа состоялся матч против Динамо Минск, где Павел сыграл свой 300-й матч в Высшей Лиге и 200-й матч в составе «Немана», а также отметился голом в этой встрече.

### В сборной
Выступал за юношескую сборную (до 17). В официальных матчах в отборочных турнирах чемпионатов Европы в 6 матчах забил 10 мячей (ещё в товарищеских международных соревнованиях с 2009-го по 2010-й год 13 мячей). Выступал за юношескую сборную (до 19). В официальных матчах в отборочных турнирах чемпионатов Европы в 2 матчах забил 1 мяч (ещё в товарищеских международных соревнованиях с 2011-го по 2012-й год 5 мячей).
1 марта 2012 года дебютировал в молодёжной сборной Беларуси в товарищеском матче с Казахстаном.
В 2013 году вместе с молодёжной сборной стал бронзовым призёром Кубка Содружества 2013, а также получил индивидуальный приз лучшему полузащитнику турнира. Практически все игры молодёжной сборной в 2013 году отыграл в стартовом составе.
Так же как и в 2013 году, Савицкий с молодёжной сборной поехал на Кубок Содружества 2014, где удостоился капитанской повязки, вновь стал бронзовым призёром и лучшим полузащитником турнира.
В национальной сборной Беларуси дебютировал 18 мая 2014 года в товарищеском матче со сборной Ирана (участник чемпионата мира 2014) в австрийском Капфенберге (0:0). На том же сборе 21 мая, уже во втором матче за сборную, выйдя на замену во втором тайме оформил дубль в ворота сборной Лихтенштейна.

## Достижения
«Неман» Гродно
- Обладатель Кубка Беларуси (2): 2023/24, 2024/25
- Серебряный призёр Высшей лиги: 2023
- Финалист Кубка Беларуси: 2010/11, 2013/14

«Динамо-Брест»
- Чемпион Беларуси: 2019
- Обладатель Кубка Беларуси: 2017/18
- Обладатель Суперкубка Беларуси (3): 2018, 2019, 2020

Личные
- В списках 22 лучших футболистов чемпионата Беларуси (5): сборная «Б» — 2013, 2023, сборная «А» — 2016, 2017, 2018
- Лауреат в номинации «Футбольная надежда Беларуси» (2011)
- Лучший бомбардир «Немана» в чемпионате Беларуси: 2011, 2013, 2015, 2016, 2017, 2022
- Дважды лучший полузащитник Кубка чемпионов Содружества: 2013[30], 2014[31]
- Лучший молодой игрок чемпионата Беларуси по версии сайта УЕФА в 2013 году[34]
- Лучший бомбардир Кубка Беларуси 2013/14
- Лучший бомбардир чемпионата Беларуси 2018
- Лучший нападающий чемпионата Беларуси: 2018

## Статистика

### Клубная
| Клуб             | Сезон            | Лига             | Лига | Лига | Кубки | Кубки | Еврокубки | Еврокубки | Итого | Итого |
| Клуб             | Сезон            | Турнир           | Игры | Голы | Игры  | Голы  | Игры      | Голы      | Игры  | Голы  |
| ---------------- | ---------------- | ---------------- | ---- | ---- | ----- | ----- | --------- | --------- | ----- | ----- |
| Неман            | 2011             | Высшая лига      | 28   | 5    | 3     | 1     | 0         | 0         | 31    | 6     |
| Неман            | 2012             | Высшая лига      | 30   | 6    | 4     | 2     | 0         | 0         | 34    | 8     |
| Неман            | 2013             | Высшая лига      | 30   | 5    | 2     | 4     | 0         | 0         | 32    | 9     |
| Неман            | 2014             | Высшая лига      | 30   | 11   | 4     | 2     | 2         | 1         | 36    | 14    |
| Ягеллония        | 2014/15          | Экстракласа      | 5    | 0    | 0     | 0     | 0         | 0         | 5     | 0     |
| Неман            | 2015             | Высшая лига      | 13   | 5    | 4     | 1     | 0         | 0         | 17    | 6     |
| Неман            | 2016             | Высшая лига      | 25   | 6    | 2     | 4     | 0         | 0         | 27    | 10    |
| Неман            | 2017             | Высшая лига      | 25   | 15   | 1     | 1     | 0         | 0         | 26    | 16    |
| Динамо-Брест     | 2018             | Высшая лига      | 29   | 15   | 7     | 2     | 4         | 3         | 40    | 20    |
| Динамо-Брест     | 2019             | Высшая лига      | 24   | 8    | 3     | 1     | 0         | 0         | 27    | 9     |
| Динамо-Брест     | 2020             | Высшая лига      | 22   | 10   | 6     | 3     | 4         | 0         | 32    | 13    |
| Рух (Брест)      | 2021             | Высшая лига      | 26   | 4    | 2     | 1     | 0         | 0         | 28    | 5     |
| Всего за карьеру | Всего за карьеру | Всего за карьеру | 287  | 90   | 38    | 22    | 10        | 4         | 335   | 116   |

### В сборной
| №  | Дата            | Оппонент          | Счёт | Голы    | Пасы | Карточки | Минуты | Соревнование                  |
| -- | --------------- | ----------------- | ---- | ------- | ---- | -------- | ------ | ----------------------------- |
| 1  | 18 мая 2014     | Иран              | 0:0  | —       | —    | —        | 24'    | Товарищеский матч             |
| 2  | 21 мая 2014     | Лихтенштейн       | 5:1  | 59′ 67′ | —    | —        | 45'    | Товарищеский матч             |
| 3  | 9 октября 2014  | Украина           | 0:2  | —       | —    | —        | 3 '    | Отбор ЧЕ-2016 (группа C)      |
| 4  | 10 октября 2016 | Люксембург        | 1:1  | 80′     | —    | —        | 19'    | Отбор ЧМ-2018 (группа A)      |
| 5  | 9 ноября 2016   | Греция            | 1:0  | —       | —    | —        | 72'    | Товарищеский матч             |
| 6  | 13 ноября 2015  | Болгария          | 0:1  | —       | —    | —        | 29'    | Отбор ЧМ-2018 (группа A)      |
| 7  | 28 марта 2017   | Македония         | 0:3  | —       | —    | —        | 58'    | Товарищеский матч             |
| 8  | 1 июня 2017     | Швейцария         | 0:1  | —       | —    | —        | 45'    | Товарищеский матч             |
| 9  | 9 июня 2017     | Болгария          | 2:1  | 80′     | —    | —        | 82'    | Отбор ЧМ-2018 (группа A)      |
| 10 | 12 июня 2017    | Новая Зеландия    | 1:0  | —       | —    | —        | 28'    | Товарищеский матч             |
| 11 | 31 августа 2017 | Люксембург        | 0:1  | —       | —    | —        | 45'    | Отбор ЧМ-2018 (группа A)      |
| 12 | 3 сентября 2017 | Швеция            | 0:4  | —       | —    | —        | 29'    | Отбор ЧМ-2018 (группа A)      |
| 13 | 23 марта 2018   | Азербайджан       | 1:0  | —       | —    | —        | 75'    | Товарищеский матч             |
| 14 | 6 июня 2018     | Венгрия           | 1:1  | —       | —    | —        | 71'    | Товарищеский матч             |
| 15 | 15 ноября 2018  | Люксембург        | 2:0  | —       | —    | —        | 72'    | Лига наций 2018/2019 (Лига D) |
| 16 | 18 ноября 2018  | Сан-Марино        | 2:0  | —       | —    | —        | 65'    | Лига наций 2018/2019 (Лига D) |
| 17 | 21 марта 2019   | Нидерланды        | 0:4  | —       | —    | —        | 11'    | Отбор ЧЕ-2020 (группа C)      |
| 18 | 24 марта 2019   | Северная Ирландия | 1:2  | —       | —    | —        | 85'    | Отбор ЧЕ-2020 (группа C)      |
| 19 | 10 октября 2019 | Эстония           | 0:0  | —       | —    | —        | 59'    | Отбор ЧЕ-2020 (группа C)      |
| 20 | 24 марта 2021   | Гондурас          | 1:1  | 22′     | —    | —        | 62'    | Товарищеский матч             |
| 21 | 27 марта 2021   | Эстония           | 4:2  | 81′     | —    | —        | 32'    | Отбор ЧМ-2022 (Группа E)      |
| 22 | 30 марта 2021   | Бельгия           | 0:8  | —       | —    | —        | 44'    | Отбор ЧМ-2022 (Группа E)      |

Итого: сыграно матчей: 22 / забито голов: 6; победы: 8, ничьи: 5, поражения: 9.